# تابستان، تابستان
تابستان، تابستان نام یک مجموعه تلویزیونی ایرانی به کارگردانی «پرویز کاردان» است که در سال‌های ۱۳۵۷-۱۳۵۶  در تلویزیون ملی ایران تهیه و پخش شد.

## خلاصه داستان
این مجموعه تلویزیونی، به بهانهٔ دنبال کردن سیر و سیاحت یک خانواده ایرانی در شهرهای دور و نزدیک ایران، تصویری مستند از شهرها و مکان‌های دیدنی ایران به‌دست می‌دهد.

## بازیگران و عوامل تولید

### بازیگران
- مهین شهابی
- گرشا رئوفی
- مینو امجدی
- سرور امجدی
- چارلی

### عوامل تولید
- تدوین‌گر و کارگردان: پرویز کاردان
- نویسنده: محمدتقی اسماعیلی
- فیلمبردار: رضا مجاوری
- تهیه‌کننده: عباس کبیری
- فرمت تصویر: ۱۶ میلیمتری
- مدت کل نمایش: ۵۶۹ دقیقه
- محصول: تلویزیون ملی ایران
- سال تولید: ۱۳۵۷-۱۳۵۶